# Moarte pe Nil (film din 2022)
Moarte pe Nil (titlul original: Death on the Nile) este un film thriller dramatic de mister de crimă regizat de Kenneth Branagh, care interpretează și rolul principal. Filmul a fost programat inițial să fie lansat la 17 septembrie 2021 de 20th Century Studios. Este bazat pe un roman omonim de Agatha Christie. Inițial, filmul a fost programat să apară la 23 octombrie 2020.
În România, ca și în SUA, a avut premiera la 11 februarie 2022.
Anterior, Kenneth Branagh a regizat Crima din Orient Express, în 2017.

## Sinopsis
În timpul unei vacanțe pe Nil, Hercule Poirot trebuie să investigheze uciderea unei tinere moștenitoare la bordul navei de croazieră pe care se află.

## Distribuție și personaje
- Tom Bateman - Bouc
- Annette Bening - Euphemia
- Kenneth Branagh - Hercule Poirot
- Russell Brand - Dr. Bessner
- Ali Fazal - Andrew
- Dawn French - Dna. Bowers
- Gal Gadot - Linnet Ridgeway
- Armie Hammer - Simon Doyle
- Rose Leslie - Louise Bourget
- Emma Mackey - Jacqueline
- Sophie Okonedo - Salome
- Jennifer Saunders - Marie
- Letitia Wright - Rosalie